# Караваева, Анна Александровна
Анна Алекса́ндровна Карава́ева (1893—1979) — русская советская писательница, редактор. Принимала участие вместе с Марком Колосовым в редактировании и литературной обработке первоначального текста романа Николая Островского «Как закалялась сталь».

## Биография
Родилась 15 (27) декабря 1893 года в Перми в семье мелкого чиновника. В 1911 году с медалью окончила гимназию, два года работала учителем в селе под Кизелом. В 1913—1916 годах училась на историко-филологическом факультете Бестужевских курсов в Санкт-Петербурге. После революции работала преподавателем. В 1920 году вместе с мужем, военным комиссаром, переехала на Алтай, преподавала в совпартшколе Барнаула. В августе 1925 года писательница приехала в Ульяновск и была назначена заведующей Дворцом книги им. В. И. Ленина (ныне Ульяновская областная научная библиотека имени В. И. Ленина), одновременно преподавала в совпартшколе и единой трудовой школе. Член ВКП(б) с 1926 года.
В 1928 году переехала в Москву, где вошла в ВАПП. В 1931—1938 годах была ответственным редактором журнала «Молодая гвардия» и подружилась с Н. А. Островским. Один из первых членов новосозданного Союза писателей СССР (с 13 мая 1934 года). В 1945—1950 годах — заместитель ответственного редактора, а затем редактор французского издания журнала «Советская женщина». В 1947—1950 годах была председателем комиссии по работе с русскими писателями краёв, областей и республик СП СССР. Член правления СП СССР с 1934 года, а с 1938 года — член президиума СП СССР. В 1934—1950 годах — бессменный депутат Моссовета.
В годы Великой Отечественной войны работала корреспондентом газеты «Правда» в Свердловской области, где ею было написано более 30 очерков о доблестном труде уральцев.
В 1935 году как член писательской делегации участвовала в первом Конгрессе защиты культуры в Париже; в том же году была членом делегации советских писателей и журналистов в Чехословакии. В 1945 году стала членом делегации советских женщин на Первом Национальном Конгрессе французских женщин в Париже и членом советской делегации на Первом Международном Конгрессе женщин-демократок в Париже.
Литературной деятельностью занималась с 1922 года. Опубликовала ряд романов, повестей, рассказов, очерков и статей. Многие её произведения были переведены и даже экранизированы.
Дочь Валерия Григорьевна Караваева (1918—2003).
Умерла 21 мая 1979 года. Похоронена в Москве на Ваганьковском кладбище (12 уч.).

## Награды и премии
- Сталинская премия третьей степени (1951) — за трилогию «Родина»
- орден Ленина (30.12.1968)
- орден Октябрьской Революции (28.12.1973)
- три ордена Трудового Красного Знамени, в том числе
  - 6.1.1954 — в связи с 60-летием и за заслуги в области художественной литературы
  - 9.1.1964
- орден Красной Звезды (23.9.1945)
- орден «Знак Почёта» (31.1.1939)
- медали

## Сочинения
- Чертополошье, 1923 (сборник стихов)
- Флигель, 1923 (повесть)
- Лесозавод, 1923—1927 (роман о восстановлении промышленности)
- Золотой клюв, 1925 (историческая повесть о работе крепостных на золотых приисках во времена Екатерины II)
- Калёная земля, 1926 (рассказ)
- Двор, 1926 (повесть)
- Медвежатное, 1926 (повесть)
- Берега, 1927 (повесть)
- Огонь на мачте, 1927 (рассказ)
- Юность на Грязной, 1927 (роман)
- Пескариха, 1928 (рассказ)
- Поэтический фронт, 1930 (рассказ)
- Королева и королевич, 1931—1934 (рассказ)
- Крутая ступень: Рассказы контрольника. — Москва ; Ленинград : Огиз - Гос. изд-во худ. лит-ры, 1931. - 181 с. — (Новинки пролетарской литературы/ РАПП).
- Рассказы о познании, 1934
- Повесть о пропавшей улице. Июнь в Париже, 1936 (документальная книга об участии в Международном конгрессе писателей в защиту культуры)
- Восхождение, 1937 (рассказ)
- Лена из Журавлиной рощи, 1935—1938 (роман)
- «Розан мой, розан…», 1939 (рассказ)
- На горе Маковце, 1940 (повесть)
- Воспитание ума и сердца (статья). — Комсомольская правда, 75 (5477) (31 марта). — Типография газеты "Правда" имени Сталина, 1943. — С. 3.
- Сталинские мастера. Очерки, 1943 (позднее под назв. «Уральские мастера») — о работе эвакуированных военных заводов
- Родина: Трилогия
  - Огни, 1943
  - Разбег, 1948
  - Родной дом, 1950
- В гостях у брата, 1952 (повесть)
- По дорогам жизни. Воспоминания, 1957
- Первое поколение, 1959 (рассказы о первых комсомольцах)
- Вечнозелёные листья, 1963 (дневники)
- Грани жизни, 1963 (производственный роман)
- Звёздная столица. Записки и воспоминания современника, 1968

## Издания

### Собрания сочинений
- Собрание сочинений в 6 томах, 1927—1929.
- Собрание сочинений в 5 томах. — [Москва]; [Ленинград]: Гос. изд-во, 1930. (вышли т. 1-3, 5)
- Собрание сочинений в 5 томах. — М.: Гослитиздат, 1957—1958.
  - Т. 1: Золотой клюв: На горе Маковце. Повесть о пропавшей улице. — 1957. — 586 с., портр.
  - Т. 2: Двор: Повесть. Лесозавод: Роман. Баян и яблоко: Повесть. В гостях у брата: Повесть. — 1957. — 776 с.
  - Т. 3: Лена из Журавлиной рощи: Роман. Восхождение: Повесть. Родина. Ч. 1: Трилогия. — 1957. — 544 с.
  - Т. 4: Родина. Ч. 2. Разбег. Ч. 3. Родной дом: Трилогия. — 1957. — 775 с.
  - Т. 5: Рассказы. Очерки. Воспоминания. — 1958. — 784 с.

### Избранные произведения
- Избранные произведения в двух томах. — М.: Художественная литература, 1973, переизд. 1988.
  - Том I. — Золотой клюв: Повесть; На горе Маковце: Повесть; Рассказы. — 1988. — 592 с. — 100 000 экз.
  - Том II. — Двор: Повесть; Лесозавод: Роман; Лена из Журавлиной рощи: Роман. — 656 с. — 100 000 экз.

## Экранизации
- Красавица Харита (1927) по повести «Двор»
- Золотой клюв (1929) по одноимённой исторической повести